# Franse frank
De Franse frank of franc was de munteenheid van Frankrijk tot de introductie van de euro.

## Geschiedenis
De Franse frank werd ingevoerd in 1795, zes jaar na de Franse Revolutie. Hij verving het Franse pond dat al sinds de middeleeuwen in gebruik was. Een frank was gelijk aan een pond en 3 deniers. De frank werd onderverdeeld in 100 centimes. Frankrijk was hiermee het tweede land ter wereld dat voor geld het decimale stelsel invoerde; de Verenigde Staten waren Frankrijk in 1783 voorgegaan.
De wisselkoers van de franc verslechterde voortdurend door inflatie en een weinig degelijk financieel beleid. In 1960 werd de nieuwe frank ingevoerd, die een waarde had van 100 oude frank. Daarbij ontstond de nieuwe centime die gelijk was aan een oude frank. Deze nieuwe Franse frank moest echter al in 1969 weer worden gedevalueerd. De munt bleef in gebruik tot de invoering van de euro in 2002.
In een deel van de voormalige Franse koloniën wordt de CFA-frank gebruikt.

## Biljetten

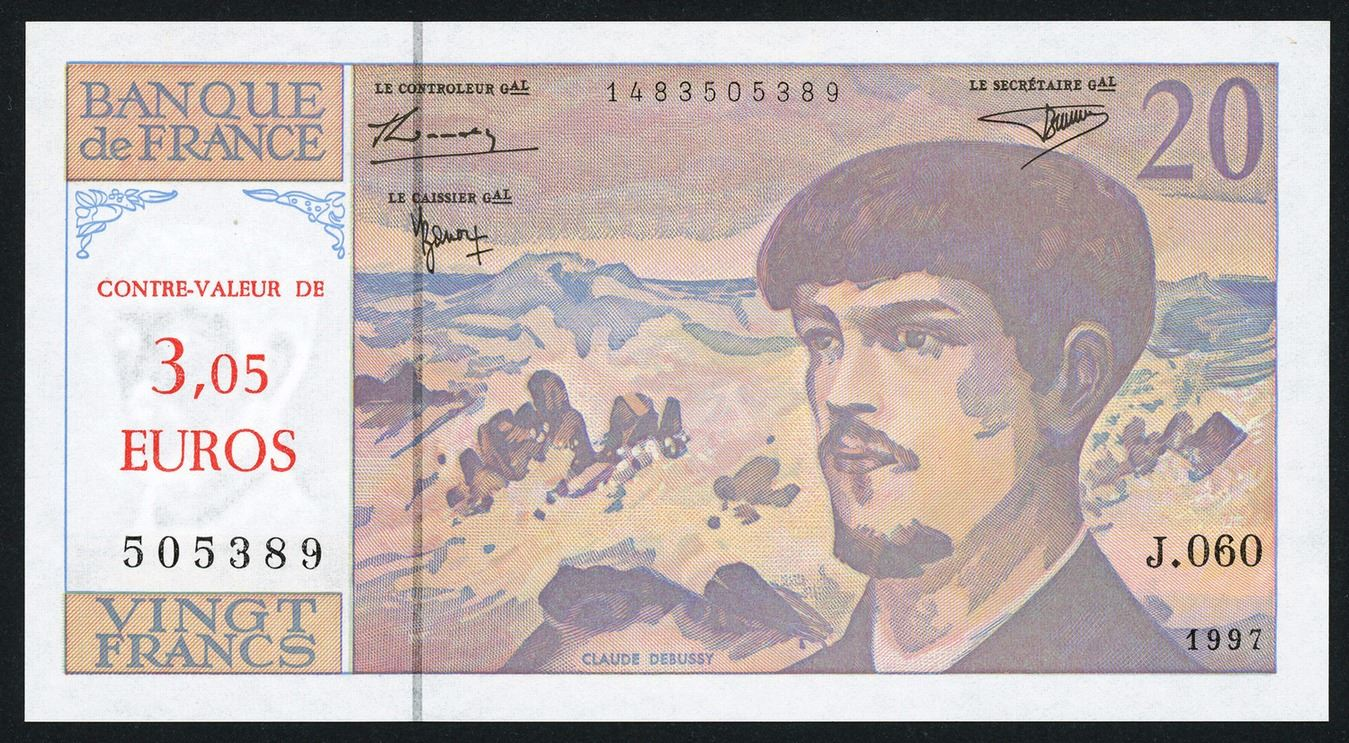
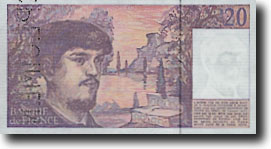
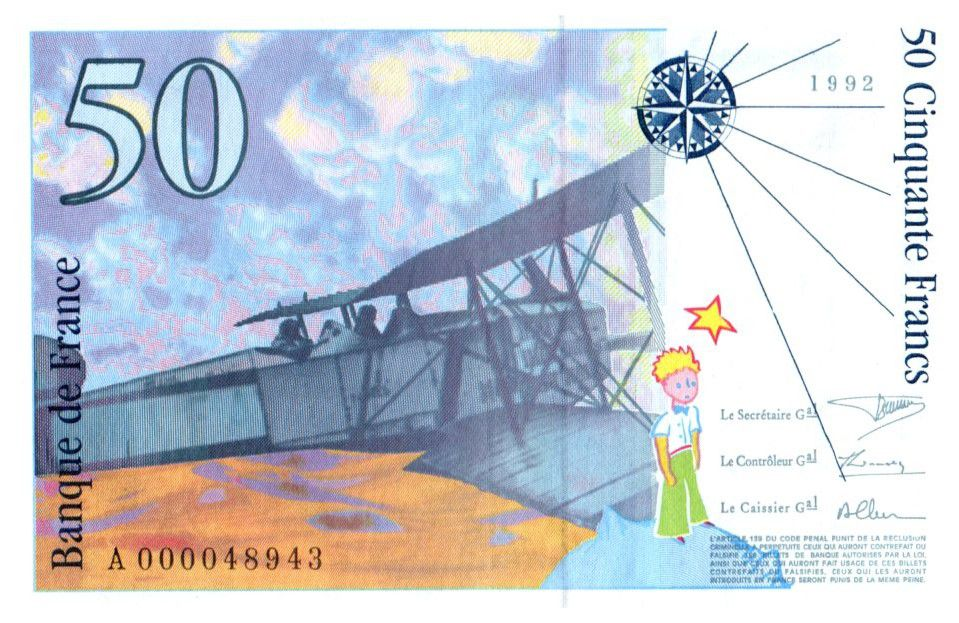
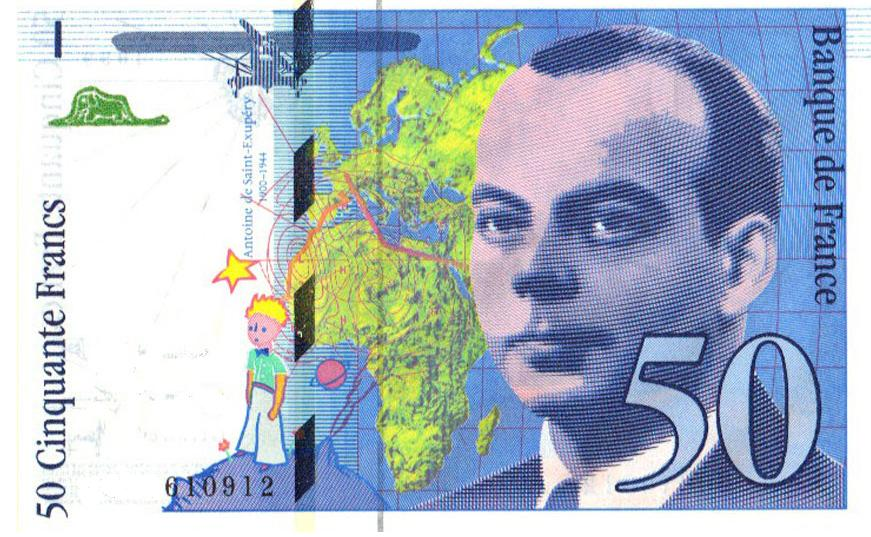
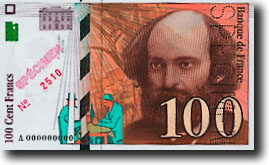
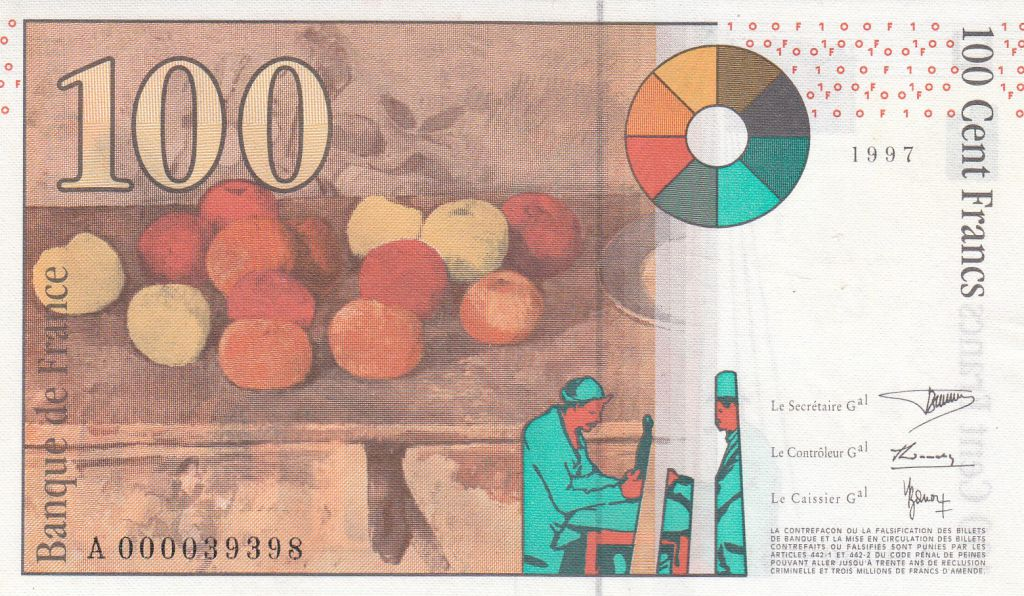
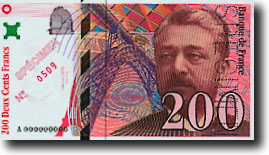
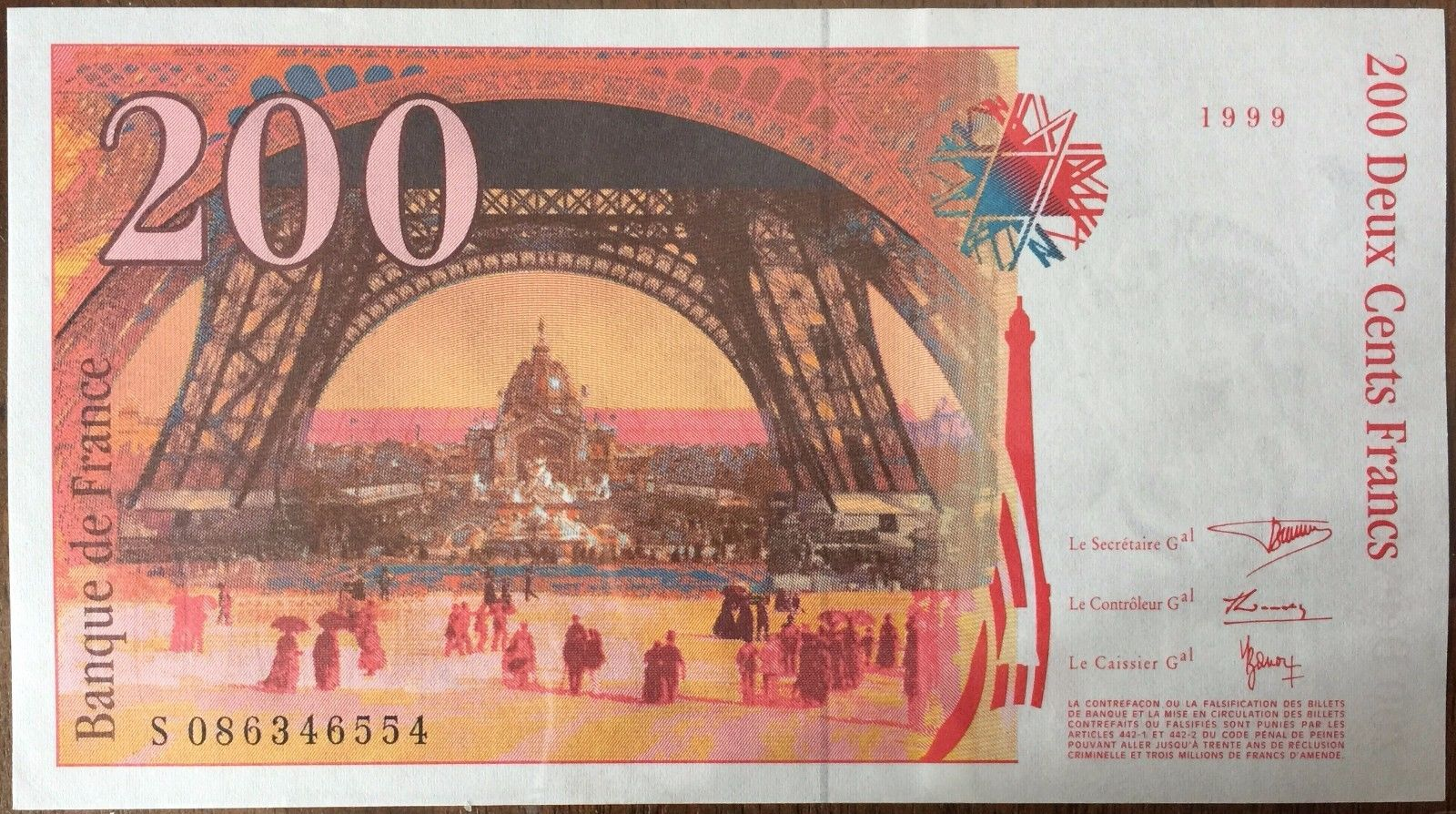
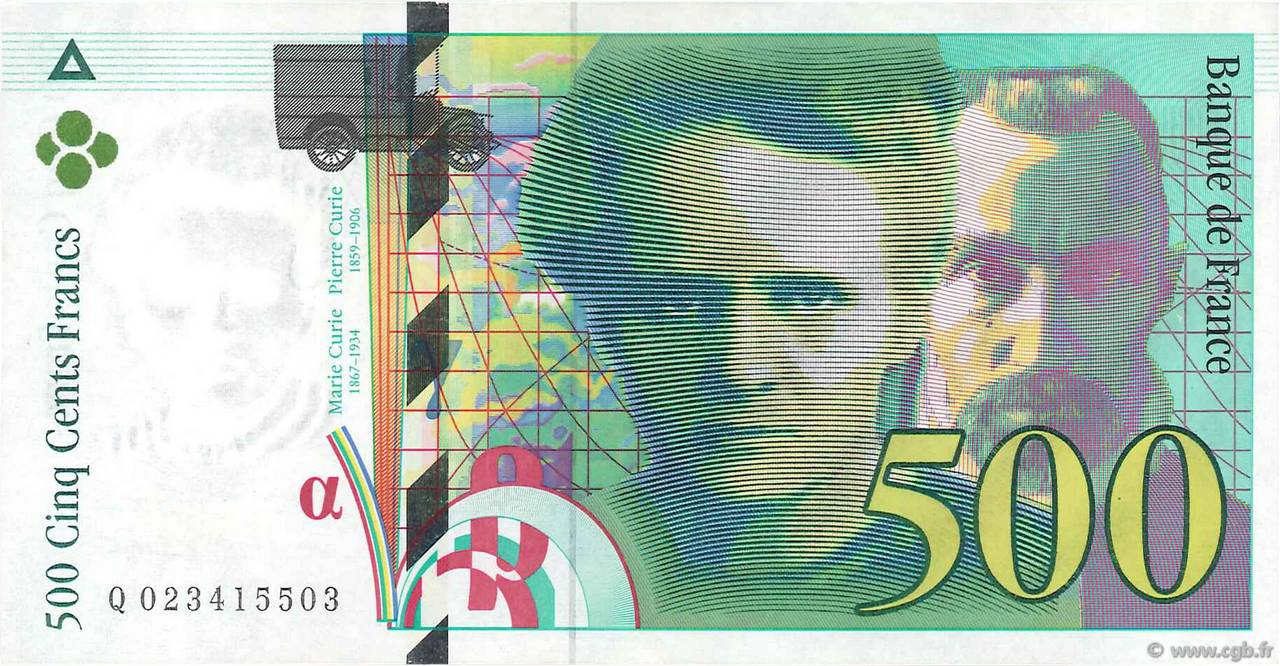
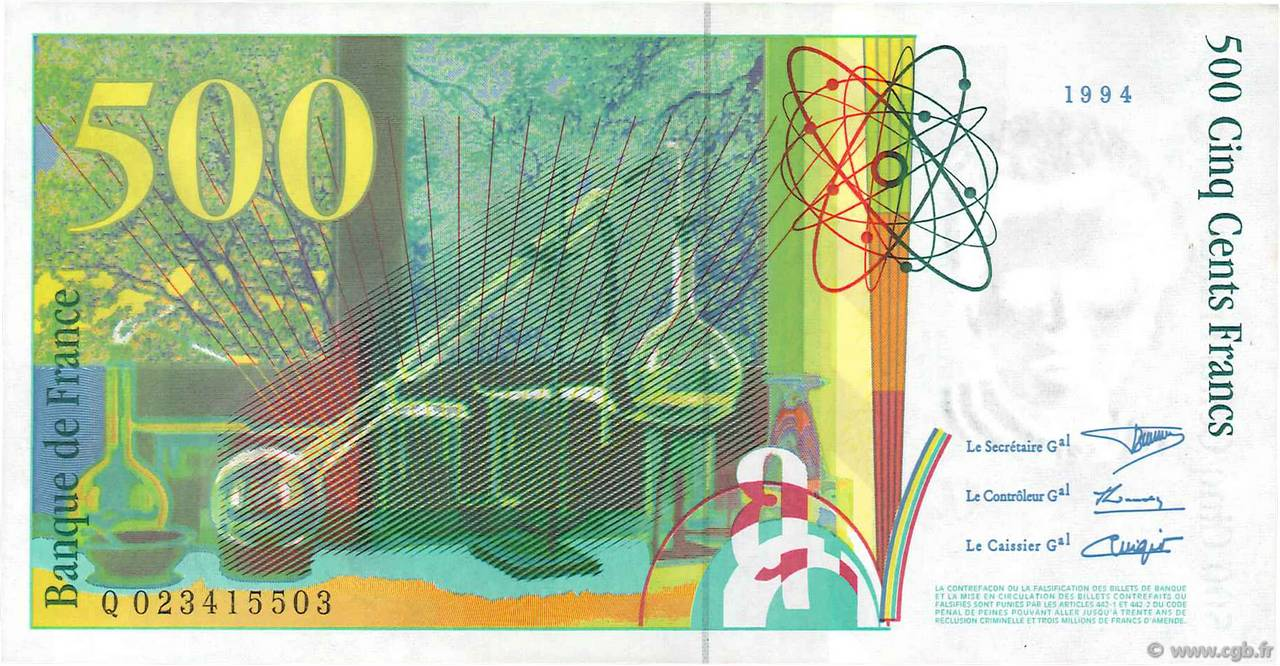

## Munten
Hieronder de munten die tot 2002 in circulatie waren.
| Afbeelding | Denominatie | Diameter (mm) | Gewicht (g) | Materiaal               | Ontwerp                                |
| ---------- | ----------- | ------------- | ----------- | ----------------------- | -------------------------------------- |
|            | 1 centime   | 15            | 1,6         | Roestvast staal         |                                        |
|            | 5 centimes  | 17            | 2           | Aluminiumbrons          | Henri Lagriffoul                       |
|            | 10 centimes | 20            | 3           | Aluminiumbrons          | Adrien Dieudonne                       |
|            | 20 centimes | 23,5          | 4           | Aluminiumbrons          | Adrien Dieudonne                       |
|            | ½ frank     | 19,5          | 4,5         | Nikkel                  | Oscar Roty                             |
|            | 1 frank     | 24            | 6           | Nikkel                  | Oscar Roty                             |
|            | 2 frank     | 16,5          | 7,5         | Nikkel                  | Oscar Roty                             |
|            | 5 frank     | 16,5          | 7,5         | Nikkel                  | Oscar Roty                             |
|            | 5 frank     | 29            | 12          | Zilver 835              | Oscar Roty                             |
|            | 10 frank    | 26            | 10          | Messing                 | Emile Rousseau                         |
|            | 10 frank    | 22,3          | 6,5         | Nikkel & Aluminiumbrons | Jean-Luc Maréchal                      |
|            | 20 frank    | 27            | 9           | Nikkel & Aluminiumbrons | Jean-Luc Maréchal, Jean-Pierre Réthoré |